# Caja Rural-Seguros RGA

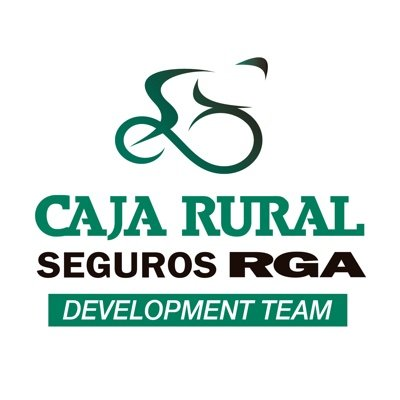
Logo oficial del Caja Rural Seguros RGA

Caja Rural-Seguros RGA (código UCI: CJR) es un equipo ciclista profesional español, de categoría UCI ProTeam, con sede en Pamplona, Navarra, España. Se creó en 2010 bajo el patrocinio de la Caja Rural. Participa en las divisiones de ciclismo de ruta UCI ProSeries, y los Circuitos Continentales UCI, corriendo asimismo en aquellas carreras del circuito UCI WorldTour a las que es invitado.

## Patrocinadores
Caja Rural ya había patrocinado antes a la continuación del Orbea de los años 1980 durante sus últimos tres años de existencia. En el año 2013 entra como segundo patrocinador la aseguradora del Grupo Caja Rural,.

## Historia del equipo
La formación fue en su origen un destacado equipo amateur. Caja Rural nace como equipo aficionado en 1992 de la mano del Club Ciclista Burunda. Han sido años de ir formando a corredores e ir creciendo como equipo. Durante estos 17 años Caja Rural ha sido trampolín de numerosos corredores destacando a José Vicente García Acosta, más conocido como “Chente” García, también destacan nombres como Egoi Martínez, vencedor del Tour del Porvenir en 2003, Iker Flores –ganador también del Tour del Porvenir en el año 2000– o Aitor González, vencedor de la Vuelta a España 2002, entre otros muchos.

### Equipo profesional

#### Modesto equipo Continental
En 2010 se creó el equipo profesional bajo el nombre de Caja Rural, como equipo de categoría Continental (última categoría profesional). Con una plantilla de 16 corredores la mayoría jóvenes, el más experiente era Aketza Peña quien había estado 4 temporadas en el Euskaltel-Euskadi. Ese año estuvo en el equipo el polaco Michał Kwiatkowski, quién sería campeón del mundo en 2014. Se consiguieron 5 victorias, una etapa de la Vuelta a León conquistada por Arturo Mora, dos etapas en la Vuelta a Portugal por intermedio de Oleg Chuzhda y José Herrada y el mismo Herrada que se quedaría luego con una etapa y la general del Cinturó de l'Empordá.

#### Cambios en la dirección y ascenso de categoría
Al año siguiente dieron el salto a la categoría Profesional Continental para poder disputar la Vuelta a España 2011 y otras carreras de máximo nivel. En la pretemporada destacó la marcha de su director Iñaki Juanikorena que en cierta manera fue sustituido por Mikel Azparren.
Se amplió la plantilla a 23 ciclistas y se sumó experiencia con las contrataciones de Íñigo Cuesta, Aitor Galdós y Julián Sánchez Pimienta. La primera victoria llegó de la mano de Javi Moreno en la 3.ª etapa Vuelta a Asturias con final en el Santuario del Acebo. Dos días después Moreno se quedaba con la general de la carrera.
A pesar de la intención del equipo de estar en la Vuelta a España los organizadores no lo invitaron a la ronda española, lo que causó desilusión en el equipo, aunque le aseguraron que sí estarían en 2012.

#### Vuelta: Primera participación y primera victoria
En 2012 llegaron corredores como David de la Fuente, Javier Aramendia y Antonio Piedra y los portugueses André Cardoso y Manuel Antonio Cardoso, este último proveniente del RadioShack. Como velocista se contrató al italiano Francesco Lasca, quien le dio dos victorias al equipo, una en el Circuito de Lorena y otra en la Vuelta a Portugal. Piedra ganó el Rogaland G. P. en Noruega, pero lo más destacado del equipo fue su participación en la Vuelta a España donde ese año sí fue invitado.
Luego de varias jornadas donde el equipo se mostró combativo, con Aramendia metido en varias fugas, tuvieron su premio cuando Antonio Piedra culminó la escapada buena del día y llegó en solitario a los Lagos de Covadonga, final de la 15.ª etapa.

## Corredor mejor clasificado en las Grandes Vueltas
| Año  | Giro de Italia | Tour de Francia | Vuelta a España         |
| ---- | -------------- | --------------- | ----------------------- |
| 2010 | -              | -               | -                       |
| 2011 | -              | -               | -                       |
| 2012 | -              | -               | 21.º André Cardoso      |
| 2013 | -              | -               | 13.º David Arroyo       |
| 2014 | -              | -               | 20.º David Arroyo       |
| 2015 | -              | -               | 12.º David Arroyo       |
| 2016 | -              | -               | 18.º Sergio Pardilla    |
| 2017 | -              | -               | 15.º Sergio Pardilla    |
| 2018 | -              | -               | 25.º Cristián Rodríguez |
| 2019 | -              | -               | 50.º Cristián Rodríguez |
| 2020 | -              | -               | 50.º Julen Amezqueta    |
| 2021 | -              | -               | 32.º Jefferson Cepeda   |
| 2022 | -              | -               | -                       |
| 2023 | -              | -               | 48.º Fernando Barceló   |
| 2024 | -              | -               | -                       |

## Equipación
En construcción.
| (2013-2018) | (2021-2023) |

## Material
| Año  | Bicicletas | Equipaciones | Cascos  |
| ---- | ---------- | ------------ | ------- |
| 2010 | BH         | Maglia Sport | Uvex    |
| 2011 | BH         | Maglia Sport | Catlike |
| 2012 | Vivelo     | Inverse      | Spiuk   |
| 2013 | Vivelo     | Inverse      | Spiuk   |
| 2014 | Vivelo     | Inverse      | Spiuk   |
| 2015 | Fuji       | Alé          | Spiuk   |
| 2016 | Fuji       | Alé          | Spiuk   |
| 2017 | Fuji       | Nalini       | Spiuk   |
| 2018 | De Rosa    | Nalini       | Spiuk   |
| 2019 | De Rosa    | Gobik        | Spiuk   |
| 2020 | De Rosa    | Gobik        | Spiuk   |
| 2021 | Guerciotti | Ulevel       | Spiuk   |
| 2022 | MMR        | Gsport       |         |

## Equipo filial

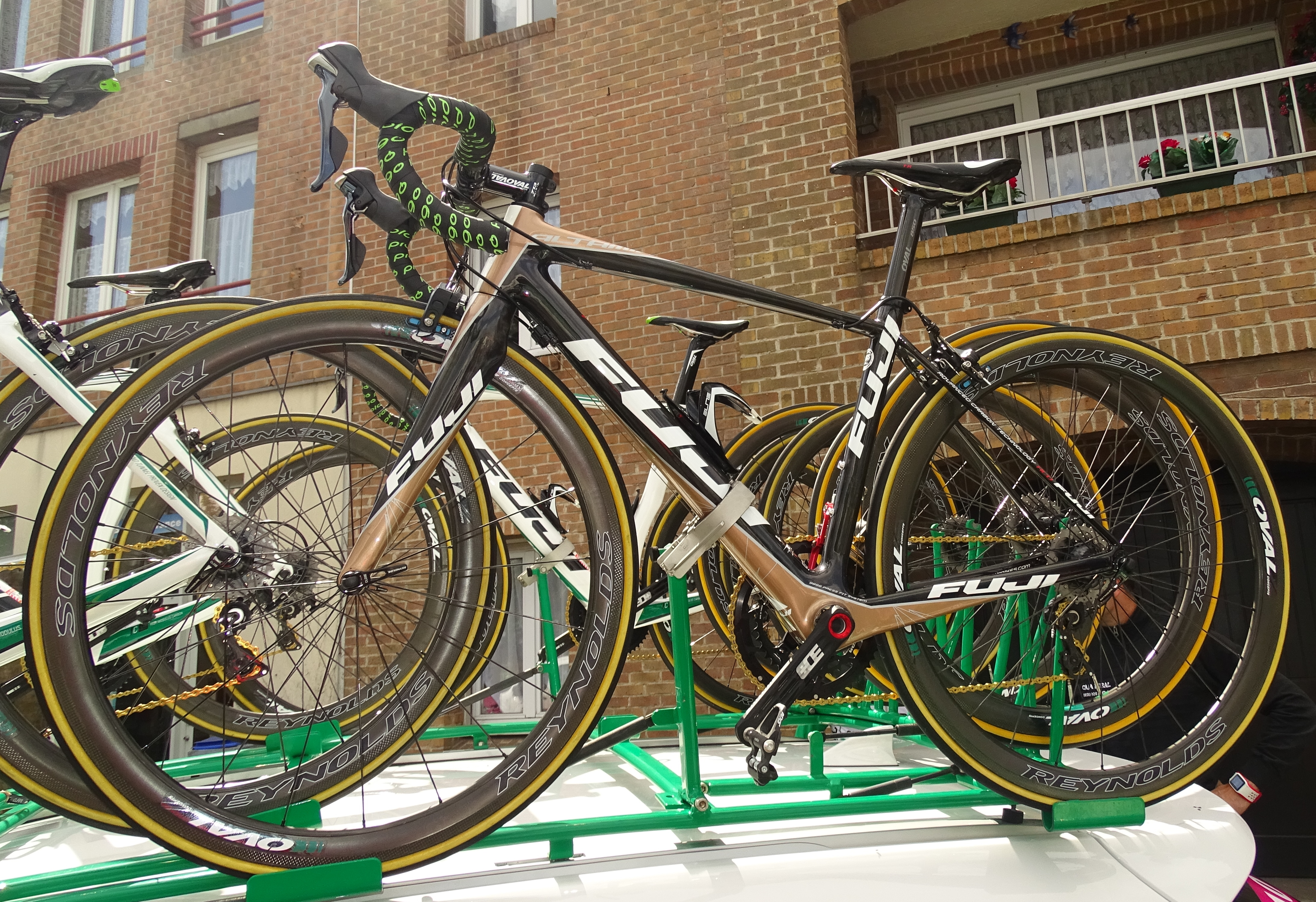
Bicicletas Fuji del equipo.

Desde 1992 el Club Ciclista Burunda con el patrocinio de Caja Rural tiene equipos en la categoría amateur. Actualmente son una de las escuadras más potentes del panorama nacional. Esto les ha servido para nutrir de jóvenes valores al equipo profesional.

## Sede
El equipo tiene su sede en Pamplona, Navarra (Av. Marcelo Celayeta, 75;°C CP 31014).

## Clasificaciones UCI
A partir de 2005 la UCI instauró los Circuitos Continentales UCI, donde el equipo está desde que se creó en 2010, registrado dentro del UCI Europe Tour. Estando en las clasificaciones del UCI Europe Tour Ranking y UCI América Tour Ranking. Las clasificaciones del equipo y de su ciclista más destacado son las siguientes:
| Temporada                | Clasificación por equipos | Mejor corredor en la clasificación individual | Posición |
| 2009-2010 (America Tour) | 27.º                      | Joaquín Sobrino                               | 172.º    |
| 2009-2010 (Europe Tour)  | 37.º                      | José Herrada                                  | 77.º     |
| 2010-2011 (Asia Tour)    | 41.º                      | Fabricio Ferrari                              | 130.º    |
| 2010-2011 (Europe Tour)  | 28.º                      | Javier Moreno                                 | 37.º     |
| 2011-2012 (America Tour) | 42.º                      | Marcos García                                 | 363.º    |
| 2011-2012 (Europe Tour)  | 21.º                      | David de la Cruz                              | 95.º     |
| 2012-2013 (Europe Tour)  | 15.º                      | Francesco Lasca                               | 24.º     |
| 2013-2014 (Europe Tour)  | 11.º                      | Pello Bilbao                                  | 40.º     |
| 2015 (Europe Tour)       | 10.º                      | Amets Txurruka                                | 34.º     |
| 2015 (America Tour)      | 11.º                      | Carlos Barbero                                | 45.º     |
| 2016 (America Tour)      | 15.º                      | Eduard Prades                                 | 36.º     |
| 2016 (Europe Tour)       | 4.º                       | Sergio Pardilla                               | 25.º     |
| 2017 (America Tour)      | 15.º                      | Chris Butler                                  | 67.º     |
| 2017 (Europe Tour)       | 17.º                      | Jaime Rosón                                   | 61.º     |
| 2018 (America Tour)      | 39.º                      | Lluís Mas                                     | 348.º    |
| 2018 (Asia Tour)         | 96.º                      | Alex Aranburu                                 | 559.º    |
| 2018 (Europe Tour)       | 33.º                      | Alex Aranburu                                 | 155.º    |
| 2019 (Europe Tour)       | 17.º                      | Alex Aranburu                                 | 198.º    |
| 2020 (Europe Tour)       | 14.º                      | Jon Aberasturi                                | 168.º    |
| 2021 (Europe Tour)       | 12.º                      | Jonathan Lastra                               | 129.º    |
| 2022 (Europe Tour)       | 12.º                      | Jonathan Lastra                               | 192.º    |
| 2023 (Europe Tour)       | 9.º                       | Jon Barrenetxea                               | 330.º    |

## Palmarés
Para años anteriores, véase Palmarés del Caja Rural-Seguros RGA

### Palmarés 2025

#### UCI WorldTour
| Fechas | Carreras | Ganador |

#### UCI ProSeries
| Fechas     | Carreras                               | Ganador      |
| 7 de julio | 2.ª etapa de la Vuelta al Lago Qinghai | Thomas Silva |

#### Circuitos Continentales UCI
| Fechas       | Circuito             | Carreras                                                          | Ganador      |
| 2 de febrero | UCI Europe Tour 2025 | Trofeo Palma                                                      | Iúri Leitão  |
| 23 de mayo   | UCI Europe Tour 2025 | 1.ª etapa del Gran Premio de Fronteras y la Sierra de la Estrella | Thomas Silva |
| 11 de julio  | UCI Europe Tour 2025 | 1.ª etapa del Trofeo Joaquim Agostinho                            | Jakub Otruba |

#### Campeonatos nacionales
| Fechas       | Carreras                                | Ganador          |
| 9 de febrero | Campeonato de Uruguay en Ruta           | Thomas Silva     |
| 22 de junio  | Campeonato de Puerto Rico en Ruta       | Abner González   |
| 27 de junio  | Campeonato de España Contrarreloj (CRI) | Abel Balderstone |

## Plantilla
Para años anteriores véase:Plantillas del Caja Rural-Seguros RGA

### Plantilla 2025
| Nombre                 | Nacimiento | Nacionalidad    | Equipo 2024                        |
| Julen Arriola-Bengoa   | 16/02/2001 | España          | Caja Rural-Seguros RGA             |
| Daniel Babor           | 22/10/1999 | República Checa | Caja Rural-Seguros RGA             |
| Abel Balderstone       | 07/07/2000 | España          | Caja Rural-Seguros RGA             |
| Fernando Barceló       | 06/01/1996 | España          | Caja Rural-Seguros RGA             |
| Sebastian Berwick      | 15/12/1999 | Australia       | Caja Rural-Seguros RGA             |
| Joan Bou               | 16/01/1997 | España          | Euskaltel-Euskadi                  |
| Jan Castellon          | 31/07/2003 | España          | Neo (Caja Rural-Alea)              |
| Sergi Darder           | 30/06/2003 | España          | Illes Balears Arabay Cycling       |
| Álex Díaz              | 28/07/2001 | España          | Caja Rural-Seguros RGA (stagiaire) |
| Samuel Fernández       | 11/07/2003 | España          | Caja Rural-Seguros RGA             |
| Abner González         | 09/10/2000 | Puerto Rico     | Efapel Cycling                     |
| Jaume Guardeño         | 20/02/2003 | España          | Caja Rural-Seguros RGA             |
| Javier Ibáñez          | 29/11/2001 | España          | Caja Rural-Seguros RGA (stagiaire) |
| Calum Johnston         | 01/11/1998 | Reino Unido     | Caja Rural-Seguros RGA             |
| Iúri Leitão            | 03/07/1998 | Portugal        | Caja Rural-Seguros RGA             |
| Joseba López           | 05/03/2000 | España          | Caja Rural-Seguros RGA             |
| Alex Molenaar          | 13/07/1999 | Países Bajos    | Illes Balears Arabay Cycling       |
| Joel Nicolau           | 23/12/1997 | España          | Caja Rural-Seguros RGA             |
| Jakub Otruba           | 30/01/1998 | República Checa | ATT Investments                    |
| Francisco Joel Peñuela | 01/02/2001 | Venezuela       | Rádio Popular-Paredes-Boavista     |
| Eduard Prades          | 09/08/1987 | España          | Caja Rural-Seguros RGA             |
| Thomas Silva           | 30/12/2001 | Uruguay         | Caja Rural-Seguros RGA             |
| Gorka Sorarrain        | 21/05/1996 | España          | Caja Rural-Seguros RGA             |
| Tyler Stites           | 18/03/1998 | Estados Unidos  | Project Echelon Racing             |

Stagiaires

Desde el 1 de agosto, los siguientes corredores pasaron a formar parte del equipo como stagiaires (aprendices a prueba).
| Corredor       | Nacimiento | Nacionalidad | Equipo 2025     |
| -------------- | ---------- | ------------ | --------------- |
| Gorka Corres   | 05/06/2005 | España       | Caja Rural-Alea |
| Pablo Lospitao | 19/07/2005 | España       | Caja Rural-Alea |
| Iker Pérez     | 20/10/2004 | España       | Caja Rural-Alea |